# Gretna (Wirginia)
Gretna – miasto w Stanach Zjednoczonych, w stanie Wirginia, w hrabstwie Pittsylvania.